# 四ツ葉うらら
四ツ葉 うらら（よつば うらら、1997年11月6日 - ）は、日本のAV女優。アローズ所属。

## 略歴・人物
2017年4月、kawaii*の専属女優としてデビューしたロリ系のAV女優。
初体験は15歳の時で相手は2歳上の先輩。高校2年から卒業するまで父親ぐらいの年齢の教師と付き合っていた。
元々可愛い女の子が大好きでアイドルやAV女優などのライブやイベントに足を運んでいて、頻繁にイベントに行っていたAV女優の雪白かん菜を見ていて自分もなりたいと思うようになり興味もあったことから事務所に所属するが、メーカー周りをする勇気がなく2ヶ月ぐらいは決断できずにいた。
趣味・特技は、アイドル鑑賞、アニメ鑑賞、ゲーム。

## 出演作品

### アダルトDVD
2017年
- 新人 kawaii*専属 発掘美少女 ハニカミ笑顔があどけないアイドル研究生 四ツ葉うらら AVデビュー（4月1日、kawaii*）
- 最高に気持ちいい初体験6コーナー ビックンガックン初イキSEX3時間スペシャル（5月7日、kawaii*）
- 中年男の変態テクで絶頂するお漏らしJK援交ビデオ（6月7日、kawaii*）
- 濡れ透けたピンク乳首おっぱいで無意識に男を誘惑するズブ濡れJK（7月1日、kawaii*）
- 私立パコパコ女子大学 女子大生とトラックテントで即ハメ旅 01（10月13日、プレステージ）※「もも」名義
- ブルマ×とことんフェラ 先生の従順な奴隷生徒が命令され好きでもない童貞男にウソ告白して体育倉庫に連れこみフェラ!!!（11月7日、パコパコ団とゆかいな仲間たち）
- 女子生徒×パンティ手綱 ドM生徒の履いていたムレムレパンティを喰わせて被せて 最後には口に引っ掛けパンティ手綱にしてバックで突きまくる!!!（11月7日、パコパコ団とゆかいな仲間たち）
- スク水×羽交い絞め電マ 先生の奴隷となった女子生徒がスクール水着を着せられ羽交い締めで電マ責めされる!（11月7日、パコパコ団とゆかいな仲間たち）
- #制服が似合いすぎる美少女はボクのカノジョ Vol.004（12月1日、ONEZ）
- 彼女はピュアでスケベ過ぎる。 無垢な美少女の本気SEX（12月1日、S-Cute）
- 新放課後美少女回春リフレクソロジー+ Vol.007（12月8日、宇宙企画）

2018年
- マジックミラー号 「早漏に悩む男性の暴発改善のお手伝いしてくれませんか?」 専門学校近くで声をかけた心優しい未来の保育士&ナースが敏感チ○ポを励まし互いに何度も気持ちよくなる連続射精SEX!! 10 超豪華版!! 撮り下ろし5名+シリーズ歴代人気美女12名(早漏発射 合計56発!) 総集編付き 2枚組8時間（1月11日、SODクリエイト）
- 排卵日なまなかだし妊娠OKメイドと子作りSEX Vol.001（1月12日、BAZOOKA）
- 就職活動女子大生生中出し面接 Vol.001（1月12日、S級素人）
- 引き締まった美体があまりに敏感な美少女のSEX事情（1月13日、S-Cute）
- 気持ちよすぎてとろけてしまう恋みたいなSEX（2月13日、S-Cute）
- ｢この娘･･･犯したい･･･｣ VOL.10 清楚系美少女の制服姿に勃起を抑えられず襲撃する―（4月13日、BAZOOKA）
- あなたの職場へお伺いします。 PREMIUM No1（4月27日、プレステージ）
- 大好きなカノジョをハメ撮りしちゃいました。 美少女のエッチな素顔があらわになる密着イチャイチャプレイ（5月13日、S-Cute）
- 働く新卒社会人と性交 VOL.5（6月8日、BAZOOKA）

### イメージDVD
- 『AV無理』 君ならアイドルになれるよ。と騙して無茶撮り ロリロリ敏感ボディのやわ肌美少女（2017年3月7日、未満）

## 雑誌
- 月刊DMM 2017年5月号（ジーオーティー） - インタビュー